# 小室希

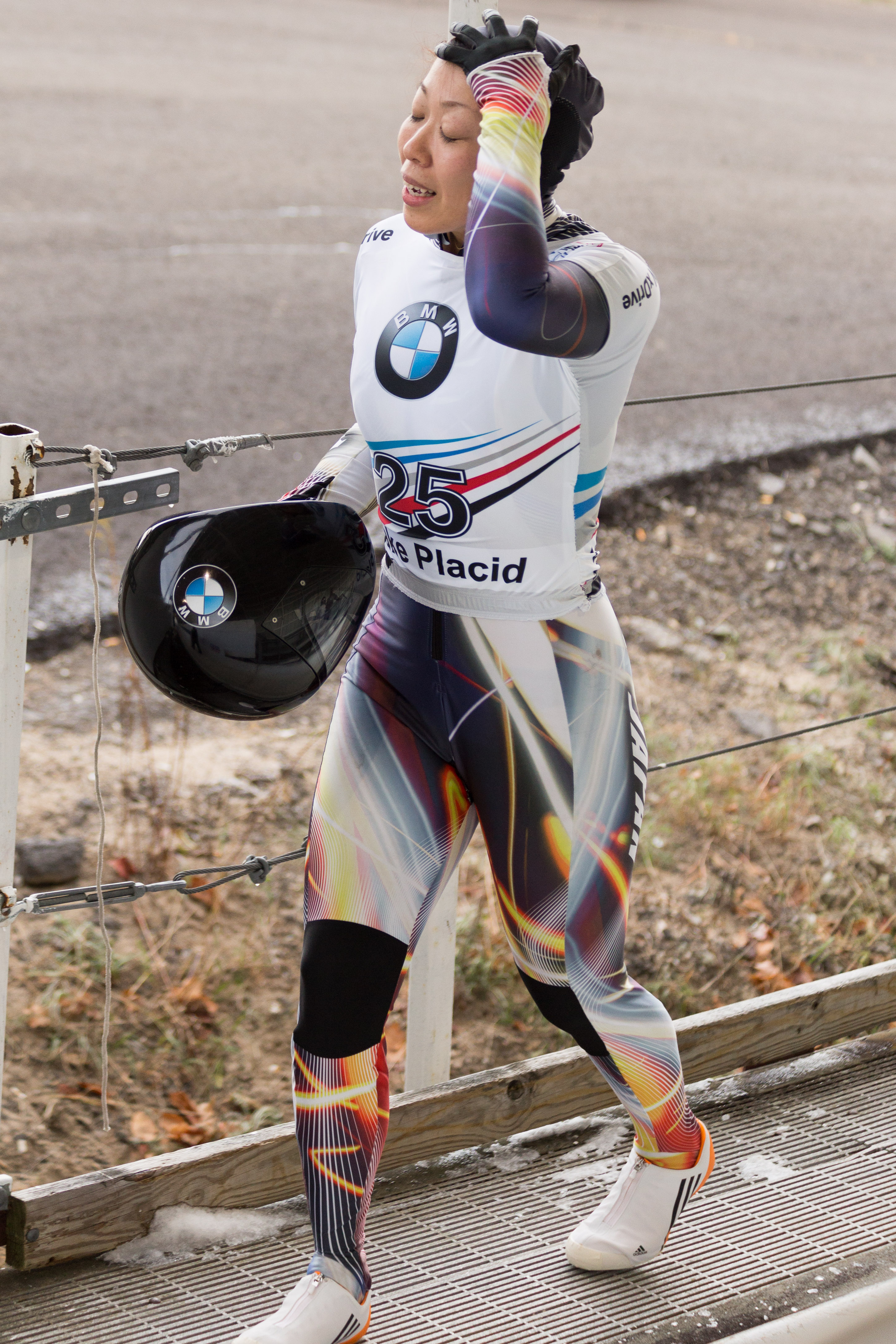

小室 希（こむろ のぞみ、1985年5月29日 - ）は、宮城県村田町出身のスケルトン選手。

## 人物・来歴
俊足を生かしたスタートダッシュが武器の選手であり、これは村田町立村田第三小学校・村田町立村田第一中学校時代に取り組んだ陸上競技の練習が基礎となっている。
宮城県白石女子高等学校時代はソフトボールをしていた。仙台大学進学後に誘われてスケルトンを始める。
2006年11月、スケルトンワールドカップに初参戦。同年12月の全日本スケルトン選手権大会で初優勝した。2008年2月、世界ジュニアスケルトン選手権で6位。仙台大学卒業後は同大学大学院に進学。
2009年6月にソリ系競技の宣伝とスポンサー募集のため、リュージュの原田窓香、ボブスレーの本間南と共にユニット・「L☆BS」（エルビス）を結成した。
2009年12月、全日本選手権で2度目の優勝（以後2017年まで9連覇を継続中）。2010年バンクーバー五輪スケルトン競技代表選手に選出された。しかし本番では、1回戦前に実施された検査で国際競技団体の規格適合証明ステッカーをそりに貼付していなかった（用具に関する規定違反）として、滑走前に失格となった。ワールドカップ出場時と同じそりのため本来は規格適合証明は済んでいたのだが、オリンピック出場のために小室がスポンサーの広告ステッカーを剥がした際に一緒に証明ステッカーも剥がしてしまったと推測され、その後も競技直前の検査になるまでチームの誰もがステッカーがないことに気づけなかった。
2010年12月、ワールドカップレークプラシッド大会で自己最高の4位入賞。2014年ソチオリンピックで2度目の五輪日本代表に選出される。念願の五輪競技参加で全4回戦を滑走して、3:57.76の記録で20選手中19位の成績を残し、『滑りきれたことをうれしく思う。今出せるものを出そうと思った。競技力を上げられなかった悔しさもある。』と語った。
2015年6月、自主練中に左足アキレス腱断裂の大けがを負うものの、長野市ボブスレー・リュージュパーク（スパイラル）の閉鎖に伴い2017年でスケルトン全日本選手権が終了するまで9年連続10回目の優勝を飾り、2018年平昌オリンピックでも代表が有力視されていた。しかし日本は2018年1月15日に国際ボブスレー・スケルトン連盟が配分した出場枠から女子スケルトンが外れてしまい、その後出場辞退国の補欠として1枠を獲得したものの代表は世界ランキング36位で日本人トップの
小口貴子が選出され、38位の小室は僅差で出場を逃してしまった。

## 主な成績
- 2014年ソチオリンピック 19位
- スケルトンワールドカップ
  - 2010年12月レークプラシッド大会 4位
  - 2011年12月ウィンターベルク大会 7位
- 全日本スケルトン選手権大会 優勝10回（2006、2009～2017）